# Asperö kyrka
Asperö kyrka är en kyrkobyggnad och ett församlingshem belägen i Asperö, Göteborgs kommun. Den tillhör Styrsö församling i Göteborgs stift och Svenska kyrkan. 

## Kyrkobyggnaden
Kyrkan uppfördes 1990 efter ritningar av Stig Henrik Lundgrens arkitektkontor. Den invigdes samma år och ligger nära hamnen. Byggnaden har stomme av trä och en närmast kvadratisk planform och inrymmer både kyrksal och församlingsutrymmen med samlingsrum och kök. Fasadbeklädnaden är vitmålad lockpanel. Kyrkklockan återfinns i gavelspetsen över entrén.

## Inventarier
- Dopfunten är av trä och har en kvadratisk cuppa med en rund fördjupning.
- Istället för predikstol finns en ambo av trä.

Många av inventarierna är gåvor till församlingen.